# Laccogrypota consul
Laccogrypota consul är en insektsart som först beskrevs av Jacobi 1908.  Laccogrypota consul ingår i släktet Laccogrypota och familjen spottstritar. Inga underarter finns listade i Catalogue of Life.